# Masashi Ebara
Masashi Ebara (江原 正士, Ebara Masashi) est seiyū. Il est né le 4 mai 1953 dans la préfecture de Kanagawa et est membre de 81 Produce.

## Filmographie
- 1980 : Shogun : Suga
- 1987 : Transformers: The Headmasters : Spike Witwicky / Scattershot / Computron /...
- 1989 : Enzeru koppu : Raiden
- 1990 : Bôken! Iczer-3 : Rob
- 1990 : Goddamn : Dick Van Dyke
- 1991 : Mahô no purinsesu Minkî Momo : Papa
- 1994 : Bishôjo senshi Sêrâ Mûn R : Chiral
- 1994 : Geno cyber : Captain
- 1996 : Bakusou Kyoudai Let's & Go : Professeur Tsuchiya
- 1997 : Eat-Man : Bolt Crank
- 1998 : Popolocrois monogatari : Chevalier blanc
- 1998 : Eat-Man '98 : Bolt Crank
- 1999 : Cowboy Bebop : Cowboy Andy von de Oniyate
- 1999 : Poketto Monsutâ : Django
- 2000 : Rabu Hina : père de Shinobu
- 2000 : Rabu Hina kurisumasu supesharu: Sairento ivu : Yasuharu Maehara
- 2001 : PaRappa rappa : Boxy Boy
- 2002 : Onegai Teacher : Juge
- 2003 : Peace Maker Kurogane : Ryoma Sakamoto
- 2003 : Gad Guard : Jack
- 2003-2004 : Gunslinger Girl : Hirscher
- 2004 : Madlax : Friday Monday
- 2004 : Hagane no renkinjutsushi : Hohenheim
- 2005 : Xenosaga: The Animation : Ziggurat 8
- 2005-2006 : Shakugan no Shana : Alastor
- 2006 : Kamisama kazoku : Osamu Kamiyama
- 2006 : Ergo Proxy : MCQ
- 2003-2006 : Naruto : Might Guy
- 2006-2007 : Demashita! Powerpuff Girls Z : Mojo Jojo
- 2007-2015 : Naruto: Shippûden : Might Guy
- 2008 : Shakugan no Shana II : Alastor
- 2008 : Hakaba Kitarō : Johnny du Brouillard
- 2008 : L'Habitant de l'infini : Sabato Kurui
- 2011 : Hyouge Mono : Hideyoshi Hashiba
- 2011 : Dragon Ball: Episode of Bardock : Ipana
- 2011-2012 : Kaizoku sentai Gôkaijâ : Dyrandoh
- 2011-2012 : Shakugan no Shana III: Final : Alastor
- 2012 : Sword Art Online : Godfree
- 2012-2013 : Naruto SD: Rock Lee no Seishun Full-Power Ninden : Might Guy / Gaichû
- 2014-2015 : Nisekoi : père de Chitoge
- 2016 : One Piece : Raizo